# مارک ماتوو
مارک ماتوو (انگلیسی: Marc Mateu؛ زادهٔ ۱۶ ژوئن ۱۹۹۰) بازیکن فوتبال اهل اسپانیا است.
از باشگاه‌هایی که در آن بازی کرده‌است می‌توان به باشگاه فوتبال لوانته و باشگاه فوتبال نومانسیا اشاره کرد.